# SG Bergische Löwen
Die SG Bergische Löwen waren eine deutsche Damen-Basketball-Mannschaft der 1. DBBL, die  aus den drei Vereinen TV Bensberg, TV Herkenrath (beide Bergisch Gladbach) und TV Hoffnungsthal (Rösrath) im Rheinisch-Bergischen Kreis entstand. Seit der Saison 2015/16 spielte sie unter diesem Namen in der zweiten Damen-Basketballliga Nord. Im Jahr 2020 wurde der Verein in SG Rheinland Lions umbenannt. 

## Geschichte
Die ersten beiden Spielzeiten spielte man im unteren Tabellendrittel mit und konnte den Abstieg verhindern. Seit der Saison 2017/18 versucht man mit einem verstärkten Kader den Aufstieg in die erste Basketballliga. In der ersten Spielzeit konnte gegen Recklinghausen im direkten Duell der Aufstieg gesichert werden. Seit der Saison 19/20 spielt man mit den RheinStars Köln zusammen und tritt unter dem Namen MSP Bergische Löwen hosted by RheinStars Köln auf, wobei die Hälfte der Spiele in Herkenrath und die andere Hälfte der Spiele in der Kölner ASV Halle ausgetragen werden.
Ende Juni 2020 wurden die Löwen in RheinLand Lions umbenannt. Vorher übernahm die im selben Monat gegründete Betreibergesellschaft TRB Team Rheinland Betriebs UG den Spielbetrieb.